# النزاع التجاري بين كندا وأستراليا حول السلمون
في التسعينات، شب نزاع تجاري حول سمك السلمون الطازج بين دول الكومنولث في كندا وأستراليا. عام 1995 , قدمت كندا شكوى إلى منظمة التجارة العالمية، والتي كلا الدولتين عضوين فيها، بشأن القيود التي فرضتها أستراليا على واردات السلمون الطازج، والتي كانت جزءًا من إجراءات الحجر الصحي للأغراض الصحية.
فصل نظام تسوية المنازعات في منظمة التجارة العالمية كندا، سواء في قرار هيئة عام 1997 أو في قرار لاحق صادر عن هيئة الاستئناف التابعة لمنظمة التجارة العالمية. قررت منظمة التجارة العالمية أن اتفاقية تطبيق تدابير الصحة النباتية لا تسمح بحظر أستراليا على الإستيراد. أمرت منظمة التجارة العالمية أستراليا بأن ترفع الحظر وتزيد متطلبات الحجر الصحي وليس فقط على السلمون، لكن أيضا لو ارادت الأنواع الأخرى من الأسماك. سوت الأمور بين الطرفين في عام 2000 ميلادي.

## صناعة السلمون وأصول الخلاف
في التسعينيات، كان المصدرون الرئيسيون للسلمون في العالم هم كندا والنرويج وتشيلي واسكتلندا والسويد والدنمارك ونيوزيلندا وأستراليا. في عام 1995، كانت أستراليا تملك صناعة سلمون تصل بقيمة 100 مليون دولار أسترالي (75.1 مليون دولار أمريكي) بقيمة إجمالية لصادرات السلمون الأسترالي (معظمها يذهب إلى شرق آسيا، وخاصة اليابان) بحوالي 40 مليون دولار.
في عام 1975، فرضت أستراليا حظراً على واردات السلمون الطازج بموجب لائحة الحجر الصحي لمنع دخول الأمراض المستوردة إلى مخزون الأسماك في أستراليا. سمحت أستراليا باستيراد السلمون غير الطازج، شامل السلمون الذي تمت معالجته حرارياً بالتعليب أو من خلال التدخين، مما يقلل من خطر الإصابة بالأمراض. في عام 1995، بلغت القيمة السنوية لهذه الواردات إلى أستراليا حوالي 52 مليون دولار، وتقريبا نصف هذه الواردات قادمة من كندا. يتمتع السلمون الأسترالي بمنفعة في الأسواق اليابانية وغيرها من الأسواق، حيث يبيع بأقساط تصل إلى 20% على السلمون الطازج المستورد الآخر، بسبب اللوائح البيئية الأسترالية.
ومع ذلك، في التسعينيات، نشأت التوترات بين كندا وأستراليا بشأن التنظيم الأسترالي، مما أثر سلبيًا على العلاقات بين البلدين. جادل الأستراليون مبينين بأن الحظر له ما يبرره لأسباب صحية؛ جادل الكنديون بعدم وجود دليل علمي على أن واردات سمك السلمون الطازج الكندي ستكون غير آمنة وأن الحظر كان مجرد نزعة حمائية.

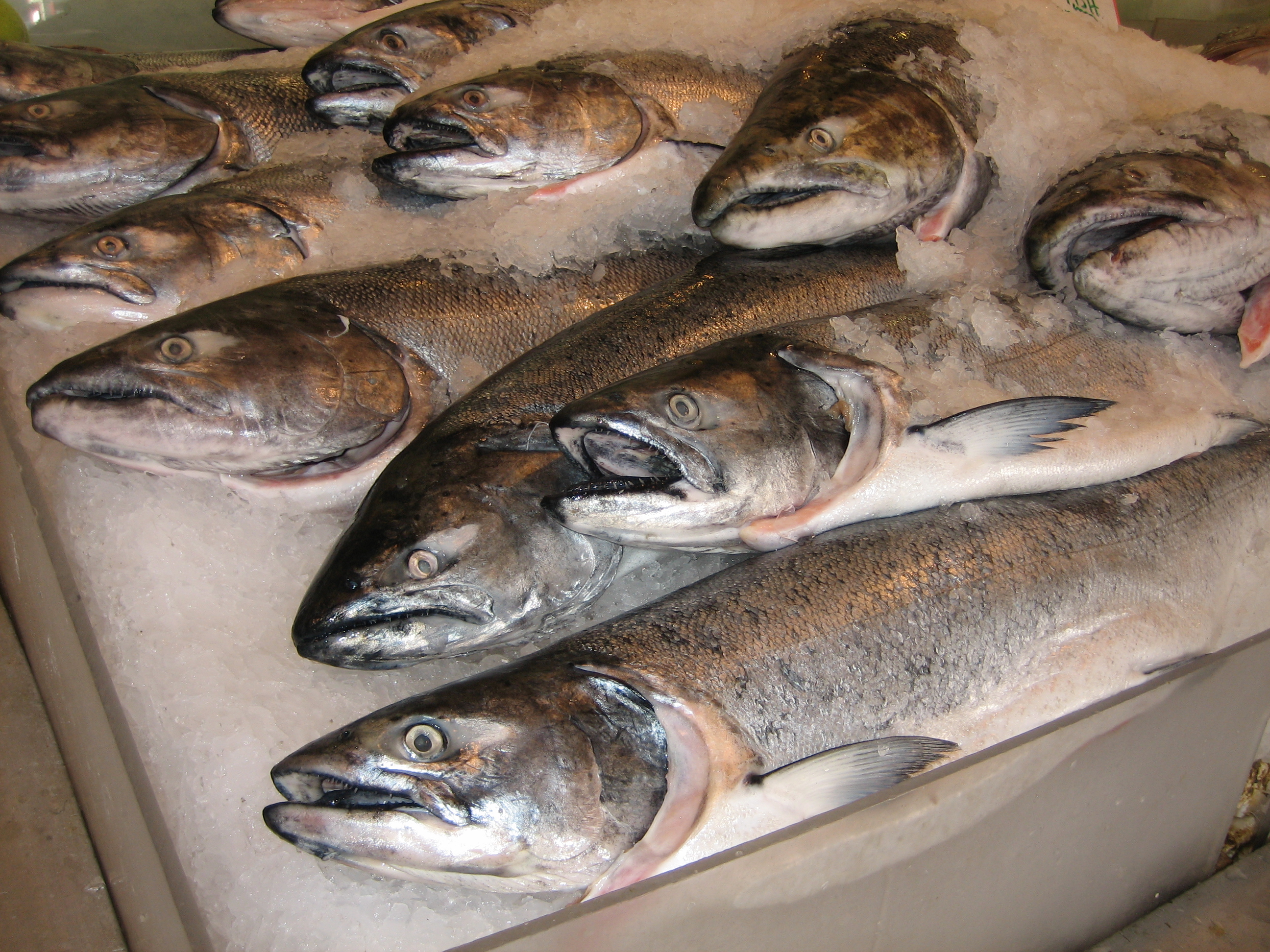
سمك السلمون للبيع في سوق السمك

## قضية منظمة التجارة العالمية والتسوية
في التسعينيات، رفعت كندا خلافًا إلى منظمة التجارة العالمية ضد أستراليا بشأن استيراد السلمون. كان العنوان الرسمي للقضية أستراليا - التدابير التي تؤثر على استيراد السلمون ، نزاع DS18. كان النزاع هو التحدي الأول بموجب اتفاقية عام 1994 بشأن تطبيق تدابير الصحة والصحة النباتية التي تم التوصل إليها بعد جولة أوروغواي لعام 1994.
بدأت القضية رسميًا بطلب كندا لإجراء مشاورات في أكتوبر 1995. وزعمت كندا أن حظر أستراليا على واردات السلمون الكندي بموجب لائحة الحجر الصحي الأسترالية بأنه كان غير متسق مع اتفاقية تطبيق تدابير الصحة والصحة النباتية والمادتين 11 و 13 من الاتفاق العام لسنة 1994 بشأن التعريفات الجمركية والتجارة (الجات).
بناء على طلبات كندا لتشكيل هيئة، قام شركة DSB بذلك في أبريل عام1997. واحتفظت الجماعات الأوروبية والهند والنرويج والولايات المتحدة بحقوق الأطراف الثالثة الخاصة بهم. تم تشكيل الفريق في مايو عام 1997، وتم تعميم تقرير الفريق في يونيو عام 1998. وقررت اللجنة أن الحظر الأسترالي المهم كان «غير متوافق مع المواد 2.2، و 2.3، و 5.1، و 5.5، و 5.6 من اتفاقية تطبيق تدابير الصحة والصحة النباتية، وكذلك ألغى أو أضعف الفوائد المستحقة لكندا بموجب اتفاقية تطبيق تدابير الصحة والصحة النباتية».
في يونيو 1998، قدمت أستراليا إشعارًا بنيتها استئناف قرار اللجنة أمام هيئة الاستئناف التابعة لمنظمة التجارة العالمية. تم نشر تقرير هيئة الاستئناف في أكتوبر 1998. وألغى جهاز الاستئناف قرار الهيئة فيما يتعلق بمبرراتها بشأن المادتين 5.1 و 2.2 من اتفاقية تطبيق تدابير الصحة والصحة النباتية، لكنها وجدت أن أستراليا «تصرفت بشكل غير متسق» مع هذه الأقسام. وسعت هيئة الاستئناف أيضًا قرار اللجنة بأن أستراليا قد تصرفت بشكل غير متسق مع المادتين 5.5 و 2.3 من اتفاقية تطبيق تدابير الصحة والصحة النباتية. وأخيرًا، عكست هيئة الاستئناف النتيجة التي توصلت إليها اللجنة بأن أستراليا تصرفت بشكل غير متسق مع المادة 5.6 من اتفاقية اتفاقية تطبيق تدابير الصحة والصحة النباتية ولكنها لم تتمكن من التوصل إلى استنتاج ما إذا كان الإجراء الأسترالي متوافقًا مع المادة 5.6 بسبب عدم كفاية النتائج الوقائعية التي توصل إليها الفريق. وجّه القرار أستراليا لرفع الحظر المفروض على السلمون الكندي، بالإضافة إلى متطلبات الحجر الصحي للعديد من الأنواع الأخرى من الأسماك.
واعتمد مصرف التنمية الأفريقي تقرير هيئة الاستئناف وتقرير الفريق، بصيغته المعدلة في تقرير هيئة الاستئناف في نوفمبر 1998, وأعربت أستراليا عن نيتها بالتقيد بقرار مجلس الأمن الإداري.
في ديسمبر 1998، طلبت كندا تحكيم المادة 21.3 (ج) من تفاهم تسوية المنازعات "لتحديد الفترة الزمنية المعقولة لتنفيذ توصيات مجلس الأمن الديمقراطي.وتم تعميم تقرير تحكيم المادة 21.3 (ج) في فبراير 1999 ؛ وتقرر أن الفترة الزمنية المعقولة للتنفيذ هي ثمانية أشهر (أي الفترة المنتهية في 6 تموز/يوليه 1999).
وبعد أن رفعت كندا هذا النزاع إلى منظمة التجارة العالمية، تم نشر «تحليل مخاطر الواردات لعام 1999» من قبل أستراليا بحجة أن استيراد سمك السلمون المجمد أو الطازج أو المشوي يشكل خطرا على الصحة.
في عام 1999، تقدمت كندا بطلبات بموجب مذكرة التفاهم لكي يقرر الفريق الأولي ما إذا كانت تدابير التنفيذ التي اتخذتها أستراليا متسقة مع قواعد منظمة التجارة العالمية على النحو المحدد في إجراءات حل المنازعات. في الجلسة المعقودة في 28 يوليو 1999، تمت الموافقة من قبل مصرف الضمان الاجتماعي على النظر في طلب كندا وأحال المسألة مرة أخرى إلى الفريق األولي. واحتفظت الجماعة الأوروبية والنرويج والولايات المتحدة مرة أخرى بحقوقها الخاصة بالطرف الثالث.
وقد شكل فريق الامتثال في أيلول 1999 وقام بتعميم تقريره في فبراير 2000، واستنتج ما يلي:
• نظرا للتأخر في بدء نفاذ العديد من تدابير التنفيذ التي امتدت إلى ما بعد الفترة الزمنية الوجيهة التي كان على أستراليا أن تنفذ خلالها توصيات مصرف التنمية الأسترالي، لم تكن هناك تدابير الامتثال بالمعنى الوارد في المادة 21,5 من الوحدة فيما يتعلق بعدد من المنتجات المشمولة وخلال فترات زمنية محددة. ونتيجة لذلك، متوافقا مع اتفاق تدابير الصحة والصحة النباتية لم تتمكن أستراليا خلال تلك الفترات من جعل تدبيرها بالمعنى المشار إليه في المادة 22,6 من وحدة دعم التنمية.
• اشتراط استراليا بعدم الاستيراد سوى منتجات السلمون «الجاهزة للمستهلك» على النحو المحدد وإطالقها من الحجر الصحي، تحتفظ بتدابير صحية «تستند إلى» تقييم للمخاطر، وهو ما يتعارض مع المادتين 5,1 و 2,2 من اتفاق الصحة والصحة النباتية. واعتبر الفريق أيضا أن نفس الشرط ينتهك المادة 5,6 من اتفاق الصحة والصحة النباتية.
• وأخيرا، اكتشف الفريق أن أستراليا انتهكت المادتين 5,1 و 2,2 من اتفاق الصحة والصحة النباتية نتيجة تماما وفي معظم للتدابير التي اتخذتها حكومة تسمانيا والتي تحظر استيراد بعض منتجات السلمون الكندية أنحاء تسمانيا دون أن تستند إلى تقييم للمخاطر ودون أدلة علمية كافية.
اعتمد مصرف الأمن الديمقراطي تقرير فريق الامتثال في مارس 2000 .
في يوليو 1999، طلبت كندا وقبل بدء إجراءات الامتثال إذنا من إدارة الأمن الإداري، بموجب المادة 2,22 من وحدة دعم التنفيذ، بوقف تقديم تنازالت إلى أستراليا بسبب مخالفتها. وتمت الموافقة من قبل الإدارة على هذا الطلب، ولكن إجراءات التحكيم توقفت إلى ما بعد انتهاء إجراءات الامتثال.
وفي اجتماع مجلس الأمن التابع للأمم المتحدة المعقود في 18 مايو 2000، وعقب قرار فريق الامتثال، وبعد المناقشة التي دارت بين منظمة التجارة العالمية وحكومات البلدين، وقطاعات كل حكومة وفريقها، أعلنت كندا أنها توصلت إلى اتفاق مع أستراليا لرفع النزاع. تبادل الطرفان رسائل عن تفاصيل الاتفاقية. بموجب الالتفاق، «سترصد كندا عن كثب التزام أستراليا بتنفيذ الاتفاق» بحلول 1 يونيو 2000. وأصبح الاتفاق فعالًا في الموعد المحدد في 1 يونيو 2000.

## الدول

### كندا
تتحقق وكالة تفتيش الأغذية الكندية بأن االطعمة والمنتجات الغذائية المصدرة تتماشى مع المقاييس الكندية تماما كما تفعل الدولة المستوردة. وللبلدان احتياجاتها الخاصة من الأغذية والمنتجات الغذائية، والحكومة الكندية تفهم ذلك وتحترم تلك المتطلبات. حيث قامت كندا بتنفيذ قانون فحص الأسماك للمساعدة في تنظيم تصدير الأسماك والمنتجات السمكية. وتظهر الجهود التي بذلتها كندا لتحقيق تصدير كبير من أسماكها (سمك السلمون) تجاه أستراليا.

### أستراليا
الزراعة المائية في أستراليا هي أسرع صناعات القطاعات الأساسي انتشارًا في البلد، حيث تمثل 34% من إنتاج الأغذية البحرية في البلدان. ان سمك السلمون هو جزء من هذه الحركة عبر البلاد حيث أصبحت سمكة السلمون الأطلسي سمكة رئيسية تنتج عن طريق أنظمة الزراعة المائية. وتوجد مزارع سمك السلمون في تسمانيا وفيكتوريا وجنوب أستراليا، حيث تبذل هذه المزارع جهودا لتعزيز زراعة سمك السلمون في الساحل والبحر، فإنها ال تزال تنتج كمية صغيرة من سمك السلمون في أستراليا.
وعلى الرغم من أن البلدان تطور عالقة تجارية سلبية، فإن أستراليا تقدر علاقتها الوثيقة والمثمرة القديمة العهد مع كندا. ويعود تاريخ علاقتهما التجارية إلى أكثر من 100 عام، حيث يعمل البلدان معا باستمرار. وحاربت القوات العسكرية الأسترالية والكندية جنبا إلى جنب في كل من الحرب العالمية، والحرب الكورية، وحرب الخليج 1990 - 91 7. ولدى كلاً من البلدين قوات في أفغانستان تقوم بتحركات لتحقيق الاستقرار في ذلك البلد كحلفاء عسكريين قريبين.

## روابط خارجية
Relevant articles of the SPS Agreement
- Sections 5.1, 5.5, 5.6
- Section 2.2